# Корпора, Антонио
Антонио Корпора (итал. Antonio Corpora; 15 августа 1909, Тунис — 6 сентября 2004, Рим) — итальянский художник.

## Жизнь и творчество
Детство и юность Корпора прошло в Тунисе, где он обучался живописи в художественной школе. В 1930 году он переезжает во Флоренцию и работает там над копированием картин старых мастеров. В 1931 Корпора перебирается в Париж, где знакомится с Альберто Джакометти и Серджио Синьори. В начале 1930-х годов совершает несколько учебных поездок по Италии и Тунису. В 1934 в Тунисе вступает в художественную группу «Les quatres». Уже в эти годы в его творчестве определяющим становится увлечение абстрактной живописью, наполненной геометрическими формами и цветными полосами.
В 1938-39 годах Корпора становится профессором театральной живописи в Болонье. Во время Второй мировой войны художник живёт и работает в Тунисе; в 1945 он возвращается в Италию. В том же году вместе с Перикле Фаззини, Ренато Гуттузо и другими создаёт группу Нео-кубиста. В это время в творчестве Корпора чувствуется влияние Анри Матисса и Жоржа Брака. В 1952 году Корпора становится одним из основателей «Gruppo degli Otto» (вместе с Афро Базальделла, Джузеппе Сантомазо, Ренато Биролли, Эннио Морлотти, Эмилио Ведова, Джулио Туркато и Маттиа Морени).
В конце 1940 — начале 1950-х годов Корпора обращается к абстрактному экспрессионизму, в 1960-е — к информализму. В 1970-е годы из его полотен исчезают любые геометрические формы. С 1975 года художник разрабатывает новую технику живописи, состоящую в нанесении на полотно слоёв песка и гипса, поверх которых шёл рисунок светящимися красками. В конце своей жизни Корпора вновь возвращается к живописи цветовых полос и абстрактной геометрии.
В период с 1948 по 1956 год Корпора четыре раза участвует в венецианских биеннале. В 1955 и 1959 годах его работы выставляются в Касселе, на documenta II и III соответственно. В 1968 году он получил приз Римского биеннале.
В последующие годы он продолжает рисовать и выставляться в музеях и частных галереях по всему миру; все пишут о нём, например Пьер Рестани и Цезарь Вивальди. Его живопись приобретает, в конце 1970-х годов, большую свободу выражения, которая также использует инновационные методы, которые художник называет «настенными», и «капающими». Восьмидесятые годы представляют собой эпоху большого творчества, он представляет на выставке Баварских коллекций государственных картин в Мюнхене в 1981 году 20 больших новых полотен.
С 2003 года Корпора — действительный член римской Академии Святого Луки.
Он умер в 2004 году, в 95 лет, в Риме.

## Литературная деятельность
Корпора также был активен как писатель и художественный критик. Он сотрудничал в тридцатые и сороковые годы с журналами, такими как «Циферблат»,"Di Bontempelli, и «Литературная ярмарка». Он опубликовал несколько рассказов, таких как " Легенда о Масино Джиргенти "(1937), «Amazonda» (1944, с нотами Карло Белли) и сборник лирики «Альта -это свет»

## Галерея
- Полотна Антонио Корпора (итал.)